# Ngaroua
Ngaroua est une localité du Cameroun située dans la région de l'Extrême-Nord,  à environ 22 km de la ville de Kay-Hay. Sur le plan administratif, Ngaroua appartient au canton de Gazawa rural, à la commune de Gazawa et au département de Diamaré. 

## Population
La localité de Ngaroua comprend deux entités: Ngaroua Foulbé et Ngaroua Moufou. Le troisième recensement général de la population et de l’habitat du Cameroun effectué en 2005 dénombre 447 habitants dont  257 à Ngaroua Moufou et 190 à Ngaroua Foulbé. 